# 阿尔布卡沃
阿尔布卡沃（法語：Arboucave，法語發音：[aʁbukav]）是法国朗德省的一个市镇，属于蒙德马桑区。

## 地理
阿尔布卡沃（43°36'45"N, 0°26'8"W）面积9.89 平方千米，位于法国新阿基坦大区朗德省，该省份为法国西南部沿海省份，是法國本土面积第二大的省，北起吉倫特省，西临大西洋，南至大西洋比利牛斯省，东临热尔省，东北与洛特-加龍省接壤。
与阿尔布卡沃接壤的市镇（或旧市镇、城区）包括：拉卡然特、芒村、佩罗卡佐泰特、皮约勒卡扎莱、萨马代、于尔贡、马洛萨讷。

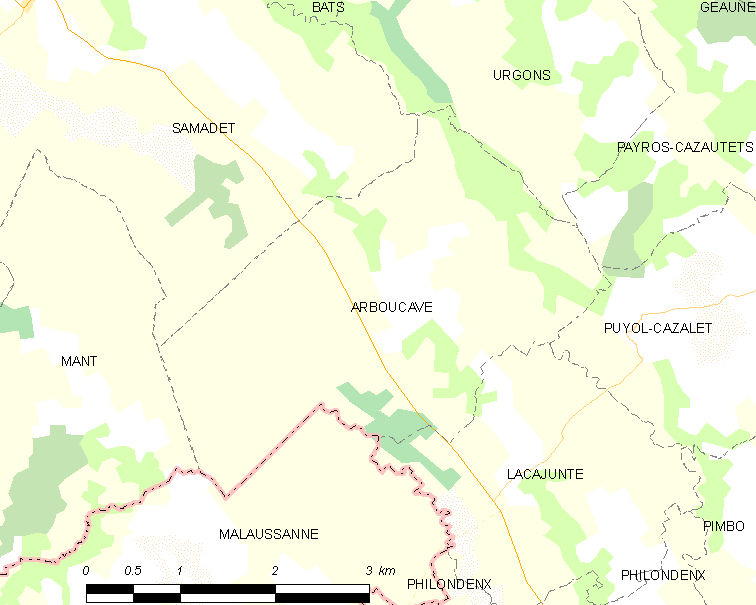
阿尔布卡沃的OSM定位图

阿尔布卡沃的时区为UTC+01:00、UTC+02:00（夏令时）。

## 行政
阿尔布卡沃的邮政编码为40320，INSEE市镇编码为40005。

## 政治
阿尔布卡沃所属的省级选区为沙洛斯-蒂尔桑县。

## 人口

1962-2008年间阿尔布卡沃人口变化图示

阿尔布卡沃于2022年1月1日时的人口数量为214人。